# Siegfried Schwärig
Siegfried Schwärig (* 26. März 1931) war Fußballspieler in der DDR-Oberliga, der höchsten Spielklasse des DDR-Fußball-Verbandes. Dort war er für die BSG Chemie Karl-Marx-Stadt und den SC Motor Karl-Marx-Stadt aktiv.

## Sportliche Laufbahn
Am 25. Januar 1953 absolvierte der 21-jährige Schwärig sein erstes Punktspiel für die Betriebssportgemeinschaft (BSG) Chemie Chemnitz als rechter Verteidiger im Auswärtsspiel der zweitklassigen DDR-Liga bei der BSG Chemie Lauscha, das mit einer 0:2-Niederlage für Chemnitz endete. Bis zum Saisonende verpasste er nur noch ein Spiel und kam schließlich in seiner ersten Saison im Männerbereich der BSG Chemie auf neun Punktspieleinsätze. Während dieser Zeit hatte die BSG entsprechend der Stadtumbenennung den Namen Chemie Karl-Marx-Stadt angenommen. In der Saison 1953/54 spielte Schwärig in der Hinrunde nur viermal, erst danach hatte er einen Stammplatz als linker Verteidiger sicher. Von den 26 Punktspielen bestritt er 17. Die BSG beendete die Saison als Aufsteiger in die DDR-Oberliga.
Auch in der Oberligasaison 1954/55 hatte Schwärig anfangs einige Aussetzer, war vom 8. Spieltag an aber wieder in der Karl-Marx-Städter Abwehr gesetzt, zunächst auf der linken, in der Rückrunde auf der rechten Seite. Zur Saison 1956 wurde Schwärig vom neu gegründeten SC Motor Karl-Marx-Stadt übernommen, dessen Fußballsektion den Oberligaplatz der BSG Chemie übernahm. Wie schon fast üblich, startete Schwärig in seine zweite Oberligasaison mit nur wenigen fünf Einsätzen, um danach in der Rückrunde wieder als rechter Verteidiger alle Punktspiele zu bestreiten. Die folgende Spielzeit 1957 stand für Schwärig unter umgekehrten Vorzeichen. Diesmal kam er auf seiner Standardposition vom Start an in elf Spielen ohne Unterbrechung zum Einsatz, danach absolvierte er nur noch sporadisch vier weitere Punktspiele.
Der SC Motor musste am Saisonende wieder in die DDR-Liga absteigen. Die Ligasaison 1958 brachte das Ende der Karriere von Schwärig beim Karl-Marx-Städter Klub. Das Ligapunktspiel SC Motor – Chemie Zeitz (2:3) am 10. Juni 1958 war Schwärigs 81. und letztes Punktspiel für Karl-Marx-Stadt. 54 hatte er davon in der Oberliga bestritten, in all seinen Punktspielen blieb er ohne Torerfolg. Nach seinem Ende beim SC Motor wechselte Schwärig zur BSG Motor West Karl-Marx-Stadt, mit der er 1962 in die I. DDR-Liga aufstieg.